# Amagiri (1930)
Amagiri: (天霧 "lluvia tenue") fue un destructor de la clase Fubuki, perteneciente a la Armada Imperial Japonesa y es famoso por ser señalado como el navío japonés que embistió y hundió la lancha torpedera americana PT-109 comandada por John Fitzgerald Kennedy en 1943.

## Historial
El Amagiri sirvió primeramente en las aguas de Indochina y participó en la segunda guerra sino-japonesa.
En 1941, participó cubriendo los desembarcos en Songkhla, Tailandia y sirvió como escolta de transportes en operaciones en la Península Malaya y Singapur.
En 1942, participó junto a los cruceros Mogami y Mikuma en la Incursión del Océano Índico hundiendo transportes enemigos. Participó en la Operación MO en las Aleutianas como parte de las fuerzas de distracción para encubrir las operaciones en el área de Midway.
Posteriormente realizó acciones en el área de Guadalcanal escoltando transportes de tropas desde el atolón de Truk.
En 1943, sirvió en el primer y parte del segundo trimestre en el área de Buka y Rabaul dando escolta y sirviendo en patrullas. 
El 5 de julio de 1943, tomó parte en la Batalla del Golfo de Kula donde recibió daños por impacto de artillería que le dejaron 10 muertos.

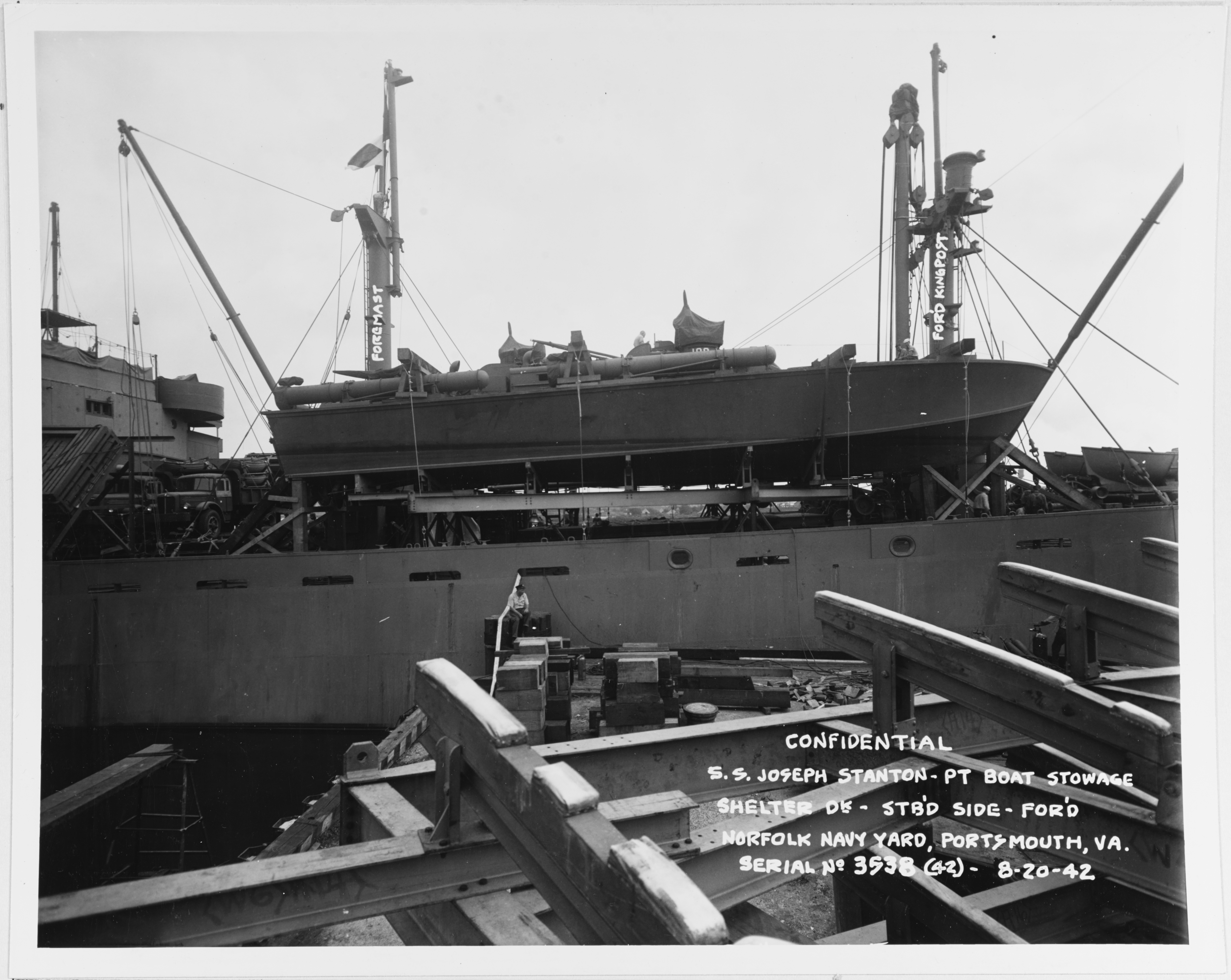
USS PT-109 embarcada en un mercante rumbo al frente (1942).

En la noche del 2 de agosto de 1943, estando en tránsito en el estrecho Blackett,  entre la isla Kolombangara y Arundel en las Islas Salomón, al mando del capitán Kouhei Hanami, embistió (deliberadamente) a la lancha torpedera americana PT-109 al mando de John Fitzgerald Kennedy, futuro presidente de Estados Unidos, y la partió en dos e incendió, siguiendo su camino.
En 1944, operó como escolta de unidades mayores en el área de Singapur. El 23 de abril cuando atravesaba el estrecho de Makassar rumbo a la isla de Bouganville, escoltando al crucero pesado Aoba, tocó una mina  y se hundió en dos horas con pocas bajas .
Un destructor de la clase Asagiri de las Fuerzas de Autodefensa, el DD-154, lleva actualmente el nombre de esta unidad.